# Wielka Polana (Schlesische Beskiden)
Die Wielka Polana (deutsch: Große Alm) ist ein Berg in Polen. Er liegt auf der Grenze der Gemeindegebiete von Brenna und Jaworze unweit der Błatnia. Mit einer Höhe von 788 m ist er ein niedrigerer Berg im Klimczok-Kamm der Schlesischen Beskiden. 

## Tourismus
- Auf den Gipfel führen keine markierten Wanderwege.